# Patinação de velocidade nos Jogos Olímpicos de Inverno de 2014 - 3000 m feminino
As competições de 3000m feminino da patinação de velocidade nos Jogos Olímpicos de Inverno de 2014 foram disputadas na Adler Arena em Sóchi, em 9 de fevereiro de 2014.

## Medalhistas
| Ouro   | NED Ireen Wüst        |
| Prata  | CZE Martina Sáblíková |
| Bronze | RUS Olga Graf         |

## Recordes
Antes desta competição, os recordes mundiais e olímpicos da prova eram os seguintes:
| Tipo | Atleta            | Tempo       | Local          | Data                    |
| ---- | ----------------- | ----------- | -------------- | ----------------------- |
|      | Cindy Klassen     | 3:53.34 min | Calgary        | 18 de março de 2006     |
|      | Claudia Pechstein | 3:57.70 min | Salt Lake City | 20 de fevereiro de 2002 |

## Resultados
| Pos.              | Par | Raia | Atleta                       | Tempo   | Diferença | Notas |
| ----------------- | --- | ---- | ---------------------------- | ------- | --------- | ----- |
| Medalha de ouro   | 13  | I    | NED Ireen Wüst               | 4:00.34 |           | TR    |
| Medalha de prata  | 12  | I    | CZE Martina Sáblíková        | 4:01.94 | +1.61     |       |
| Medalha de bronze | 10  | I    | RUS Olga Graf                | 4:03.47 | +3.13     |       |
| 4                 | 11  | I    | GER Claudia Pechstein        | 4:05.26 | +4.92     |       |
| 5                 | 8   | I    | NED Annouk van der Weijden   | 4:05.75 | +5.41     |       |
| 6                 | 11  | O    | NOR Ida Njåtun               | 4:06.73 | +6.39     |       |
| 7                 | 14  | O    | NED Antoinette de Jong       | 4:06.77 | +6.43     |       |
| 8                 | 6   | I    | RUS Yuliya Skokova           | 4:09.35 | +9.02     |       |
| 9                 | 13  | O    | JPN Shiho Ishizawa           | 4:09.39 | +9.05     |       |
| 10                | 10  | O    | USA Jilleanne Rookard        | 4:10.01 | +9.68     |       |
| 11                | 8   | O    | GER Bente Kraus              | 4:10.16 | +9.83     |       |
| 12                | 9   | I    | BEL Jelena Peeters           | 4:10.87 | +10.53    |       |
| 13                | 3   | O    | KOR Kim Bo-reum              | 4:12.08 | +11.74    |       |
| 14                | 5   | I    | NOR Mari Hemmer              | 4:12.21 | +11.87    |       |
| 15                | 1   | I    | JPN Shoko Fujimura           | 4:12.71 | +12.37    |       |
| 16                | 9   | O    | POL Natalia Czerwonka        | 4:13.26 | +12.92    |       |
| 17                | 4   | O    | GER Stephanie Beckert        | 4:13.54 | +13.21    |       |
| 18                | 7   | I    | POL Luiza Złotkowska         | 4:14.18 | +13.85    |       |
| 19                | 7   | O    | CAN Brittany Schussler       | 4:14.65 | +14.31    |       |
| 20                | 1   | O    | RUS Yekaterina Shikhova      | 4:14.97 | +14.63    |       |
| 21                | 14  | I    | JPN Masako Hozumi            | 4:15.52 | +15.18    |       |
| 22                | 2   | I    | AUT Anna Rokita              | 4:16.43 | +16.09    |       |
| 23                | 4   | I    | ITA Francesca Lollobrigida   | 4:16.51 | +16.18    |       |
| 24                | 3   | I    | CAN Ivanie Blondin           | 4:18.69 | +18.36    |       |
| 25                | 5   | O    | KOR Noh Seon-yeong           | 4:19.02 | +18.68    |       |
| 26                | 2   | O    | USA Anna Ringsred            | 4:21.51 | +21.17    |       |
| 27                | 6   | O    | KOR Yang Shin-young          | 4:23.67 | +23.33    |       |
| 28 !              | 12  | O    | POL Katarzyna Bachleda-Curuś | DSQ     | DSQ       |       |

Legenda
| Recorde mundial      | Recorde mundial (World record)               |                       | Recorde africano                      | Recorde africano (African) |                                           | Q | Classificado por posição (Qualified) |
| Recorde olímpico     | Recorde olímpico (Olympic record)            | Recorde da América    | Recorde da América (Americas)         | q                          | Classificado por melhor tempo (Qualified) |   |                                      |
| Melhor marca do ano  | Melhor marca do ano (World leading)          | Recorde asiático      | Recorde asiático (Asian)              | DNS                        | Não largou (Did not start)                |   |                                      |
| Recorde nacional     | Recorde nacional (National record)           | Recorde europeu       | Recorde europeu (European)            | DNF                        | Não terminou (Did not finish)             |   |                                      |
| Recorde pessoal      | Recorde pessoal do atleta (Personal best)    | Recorde da Oceania    | Recorde da Oceania (Oceania)          | DSQ / DQ                   | Desclassificado (Disqualified)            |   |                                      |
| Recorde da temporada | Recorde da temporada do atleta (Season best) | Recorde sul-americano | Recorde sul-americano (South America) | NM                         | Sem marca (No mark)                       |   |                                      |